# 奧基普 (佐洛喬夫區)
50°25′9″N 36°8′48″E / 50.41917°N 36.14667°E
奧基普（烏克蘭語：Окіп）是位於烏克蘭東部的村莊，由哈爾科夫州博霍杜希夫區的佐洛奇夫市鎮負責管轄。該村始建於1700年，面積0.03平方公里，海拔高度155米，2015年人口0，人口密度每平方公里433.3人。